# Palmeira (Santa Catarina)
Pour les articles homonymes, voir Palmeira.
Palmeira est une ville brésilienne de l'intérieur de l'État de Santa Catarina.

## Géographie
Palmeira se situe à une latitude 27° 34′ 58″ sud et à une longitude de 50° 09′ 34″ ouest, à une altitude de 886 mètres.
Sa population était de 2 376 habitants au recensement de 2010. La municipalité s'étend sur 292 km2.
Elle fait partie de la microrégion de Campos de Lages, dans la mésoregion Serrana de Santa Catarina.

## Villes voisines
Palmeira est voisine des municipalités (municípios) suivantes :
- Otacílio Costa
- Lages
- Correia Pinto
- Ponte Alta